# Pancé
Pancé är en kommun i departementet Ille-et-Vilaine i regionen Bretagne i nordvästra Frankrike. Kommunen ligger i kantonen Bain-de-Bretagne som tillhör arrondissementet Redon. År 2022 hade Pancé 1 171 invånare.

## Befolkningsutveckling
Antalet invånare i kommunen Pancé
Referens:INSEE